# Rambito y Rambón, primera misión
Rambito y Rambón, primera misión es una película cómica argentina estrenada el 10 de julio de 1986 por el director Enrique Carreras.
Esta película es la segunda de la trilogía de los soldados Pumba y Colifo, interpretados por los actores cómicos Alberto Olmedo y Jorge Porcel.

## Argumento
Tras los sucesos (y desastres) ocurridos en el acto del Ejército Argentino, el dragoneante Alberto Colifo (Olmedo) y su compañero el soldado Jorge Pumba (Porcel), son severamente reprendidos por haber provocado los desmanes, luego de haberse infiltrado en uno de los tanques que debían formar parte del desfile final. Sus superiores los castigan con diversas tareas y prendas, a causa de su constante indisciplina, siendo principalmente objetos de descargo por parte del coronel Cayetano (Javier Portales), luego de que este se enterase que ambos estaban cortejando a sus dos hijas (Adriana Salgueiro y Cris Morena). A la par de castigar la falta de disciplina de sus subordinados, Cayetano exhorta a sus hijas a que se busquen un trabajo digno, para así poder separarlas de Alberto y Jorge.
Sin embargo, cuanto el destino de los reclutas parecía destinado al calabozo, un llamado directo del Teniente General al Coronel Cayetano, permite que ambos se salven del castigo... Aunque para ello, deberán probarse en un nuevo frente de entrenamiento, para su primera misión especial.

## Reparto
| Actor              | Personaje                        |
| ------------------ | -------------------------------- |
| Alberto Olmedo     | Dragoneante Alberto Colifo       |
| Jorge Porcel       | Soldado Jorge Pumba              |
| Javier Portales    | Coronel Cayetano                 |
| Mario Sánchez      | Sargento Sánchez                 |
| Adolfo García Grau | Principal Monteleña              |
| Adriana Salgueiro  | Susana                           |
| Cris Morena        | Mónica                           |
| Nelly Beltrán      | Jimena, Esposa del coronel       |
| Leticia Moreira    | Subteniente Russo                |
| Carlos Russo       | Soldado Carlitos Russo           |
| Jorge Troiani      | Soldado Troiani                  |
| Néstor Robles      | Cabo 1º Robles                   |
| Edgardo Mesa       | Periodista                       |
| Guido Gorgatti     | Encargado del edificio           |
| Emilio Vidal       | Dueño del bar de Villa Tranquila |